# Cuza Vodă (Galați)
Pour les articles homonymes, voir Cuza Vodă.
Cuza Vodă est une commune du județ de Galați en Roumanie.